# 馮麒
馮麒，字孟良，浙江杭州府仁和縣人，明朝政治人物、進士出身。
洪武四年，會試六十三名，登進士三甲，授東昌府清平縣縣丞。